# 土佐山田站

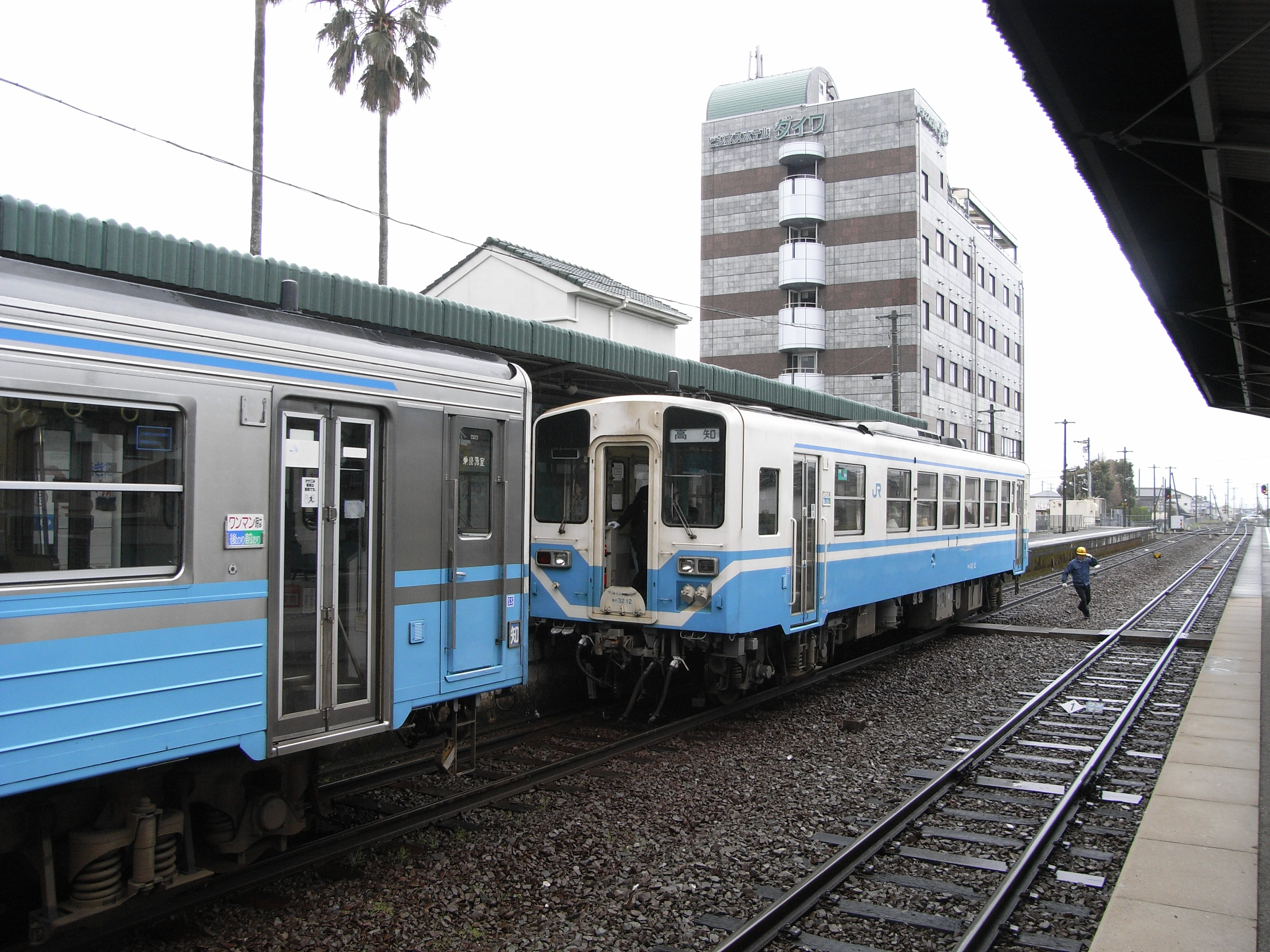
近攝1號及2號月台，其中1號月台停泊了兩輛普通列車。

土佐山田站（日语：／ Tosa-yamada eki */?）是一位於日本高知縣香美市土佐山田町東本町一丁目、隸屬於四國旅客鐵道（JR四國）的鐵路車站。車站編號為D37，是香美市的中心車站，所有等級的列車均停靠，而由高知站開出的普通區間列車，約半數班次以此為終站。車站的展示牌顯示本站為「龍河洞及麵包超人的站」（龍河洞とアンパンマンの駅）。因為繪畫「麵包超人」的漫畫家柳瀨嵩（柳瀬嵩，やなせ たかし）的家鄉就是在香美市。而且附近還設有常被稱為「麵包超人博物館」的香美市立柳瀨嵩紀念館。

## 車站構造

### 月台配置
本車站設有一個側式月台以及一個島式月台，共提供2面3線的月台配置。靠近站舍為1號月台；島式月台則為2,3號月台。月台和車站設有行人天橋連接。而3號月台旁側設有留置線，供普通列車停留時用。另外亦是以前貨物列車的引導線，但隨著貨物列車的停駛，相關的設施亦早已拆去。
靠近站舍的1號月台和島式月台上的3號月台為上下行副本線，2號月台則為上下本線，但2號月台的路軌其實是後來軌道改善工程中所添加的滑道側線，但卻成為了主軌道。
在日常運作中，1號月台多為供下行列車使用；2號月台以上行列車為主；而3號月台則主要供普通列車終站時使用，或需要待避時而駛入。有效長度達7輛。
| 月台 | 路線    | 方向 | 目的地                   |
| ---- | ------- | ---- | ------------------------ |
| 1－3 | ■土讚線 | 下行 | 高知、須崎、中村方向     |
| 1－3 | ■土讚線 | 上行 | 阿波池田、高松、岡山方向 |

## 歷史
- 1925年12月5日：開業。
- 1984年2月1日：貨物收發服務廢除，由「一般站」變更為「旅客站」。
- 1987年4月1日：日本國鐵分割民營化，車站營運權由JR四國及日本貨物鐵道繼承。

## 相鄰車站
※停靠此站的特急「南風」「四萬十」的相鄰停靠站參見列車條目。
四國旅客鐵道（JR四國）
■土讚線
繁藤（D35）－新改（D36）（※）－土佐山田（D37）－山田西町（D38）（※）－土佐長岡（D39）（※）－後免（D40）
（※）一部分普通列車不停靠新改站、山田西町站、土佐長岡站。

## 外部連結
- JR 四國土佐山田站公式網頁。（日語）